# سروش سعيدي
سروش سعيدي (بالفارسية: سروش سعیدی) هو مدافع كرة قدم إيراني يلعب في صفوف نادي شهرداري ماهشهر في دوري آزادغان.

## روابط خارجية
- سروش سعيدي على موقع قاعدة بيانات كرة القدم.إي يو (الإنجليزية)